# Полковниково (озеро)
Полковниково (каз. Полковниково) — пересыхающее озеро в Кызылжарском районе Северо-Казахстанской области Казахстана. Находится в 1,3 км к северу от села Вагулино и в 5 км к северо-востоку от села Соколовка.
По данным топографической съёмки 1940-х годов, площадь поверхности озера составляет 2,24 км². Наибольшая длина озера — 2,2 км, наибольшая ширина — 1,3 км. Длина береговой линии составляет 5,7 км, развитие береговой линии — 1,07. Озеро расположено на высоте 96,1 м над уровнем моря.
По данным обследования 1957 года, площадь поверхности озера составляет 2,1 км². Максимальная глубина — 2,85 м, объём водной массы — 4,3 млн. м³, общая площадь водосбора — 18 км².
Озеро входит в перечень рыбохозяйственных водоёмов местного значения.